# Tosh McKinlay
Thomas Valley McKinlay (Glasgow, 1964. december 3. –) skót labdarúgó. Pályafutása során Skóciában, Angliában és Svájcban is megfordult.
A Skót labdarúgó-válogatott tagjaként részt vett az 1996-os labdarúgó-Európa-bajnokságon és az 1998-as labdarúgó-világbajnokságon.

## Sikerei, díjai
- Celtic FC
  - Skót bajnok: 1997-98
  - Skót kupa: 1994-95
  - Skót ligakupa: 1997-98